# 빅토리아 아브릴
빅토리아 아브릴(Victoria Abril, 1959년 7월 4일 ~ )은 스페인의 배우, 가수이다.
페드로 알모도바르 감독 영화 《욕망의 낮과 밤》을 통해 세계적으로 이름을 알렸으며, 이후에도 그와 많은 작업을 했다. 비센테 아란다 감독과도 많은 작업을 하였는데, 그 중 영화 《아만테스》를 통해 베를린 영화제 은곰상 여자연기자상을 수상하기도 했다. 이뿐만 아니라 영화 《글로리아 두케》로 고야상 여우주연상을 타기도 했다.

## 작품 목록
- 달빛 그림자 (1983)
- 운명의 탈출 (1984)
- 침묵의 시간 (Tiempo de Silencio, 1986)
- 약속의 살라망카 (1987)
- 바톤 루즈 (1988)
- 아벤티스 (1989)
- 욕망의 낮과 밤 (1990)
- 아만테스 (1991)
- 하이힐 (1991)
- 키카 (1993)
- 글로리아 두케 (1995)
- 디오스 (2001)
- 7번째 날 (2004)